# Ariel (tomik Sylvii Plath)
Ariel – tomik amerykańskiej poetki Sylvii Plath, opublikowany pośmiertnie w 1965. Zawiera głównie wiersze powstałe w ciągu pięciu ostatnich miesięcy życia autorki. Stanowi zapis postępującej depresji poetki, która doprowadziła ją do samobójstwa. Motyw samobójstwa pojawia się w tytułowym wierszu ze zbiorku, w którym pojawia się sformułowanie The dew that flies/Suicidal. Poetka porusza też kwestie kobiecej seksualności, małżeństwa i macierzyństwa. W tomiku znalazł się jeden z najbardziej znanych wierszy Plath, Daddy. Sława zbiorku wynika nie tylko z wartości artystycznej składających się na niego liryków, ale także z okoliczności jego publikacji. Rękopis tomiku znaleziono na kuchennym stole obok martwego ciała poetki w jej londyńskim mieszkaniu. Ariel jest często nazywany jednym z najważniejszych tomików poetyckich XX wieku.